# 英国广播公司
英國廣播公司（英語：British Broadcasting Corporation），簡稱及通稱，是英國主要的公共媒體機構。此外，BBC的前身為1922年成立的英國廣播有限公司（英語：British Broadcasting Company），並於1927年取得皇家特許狀而改組成立；另外，BBC是世界第一家由國家成立的廣播機構，也是全球最大的媒体（按照雇员人数）。身為英國的法定法人機構之一，現今受傳媒主管大臣的監管。其營運資金主要來自於英國國民所繳納的電視牌照費。
BBC成立初始僅提供電台服務，至1936年开始提供电视服务，是世界上第一家电视台。1967年，BBC首次采用彩色信号播报温布尔登网球锦标赛，从而开启了彩色电视时代。今日的BBC是在全球拥有高知名度及广泛信誉的傳媒機構，还经营着其他业务，包括书籍出版、报刊、英语教学、交响乐团、互联网新闻等。

## 历史

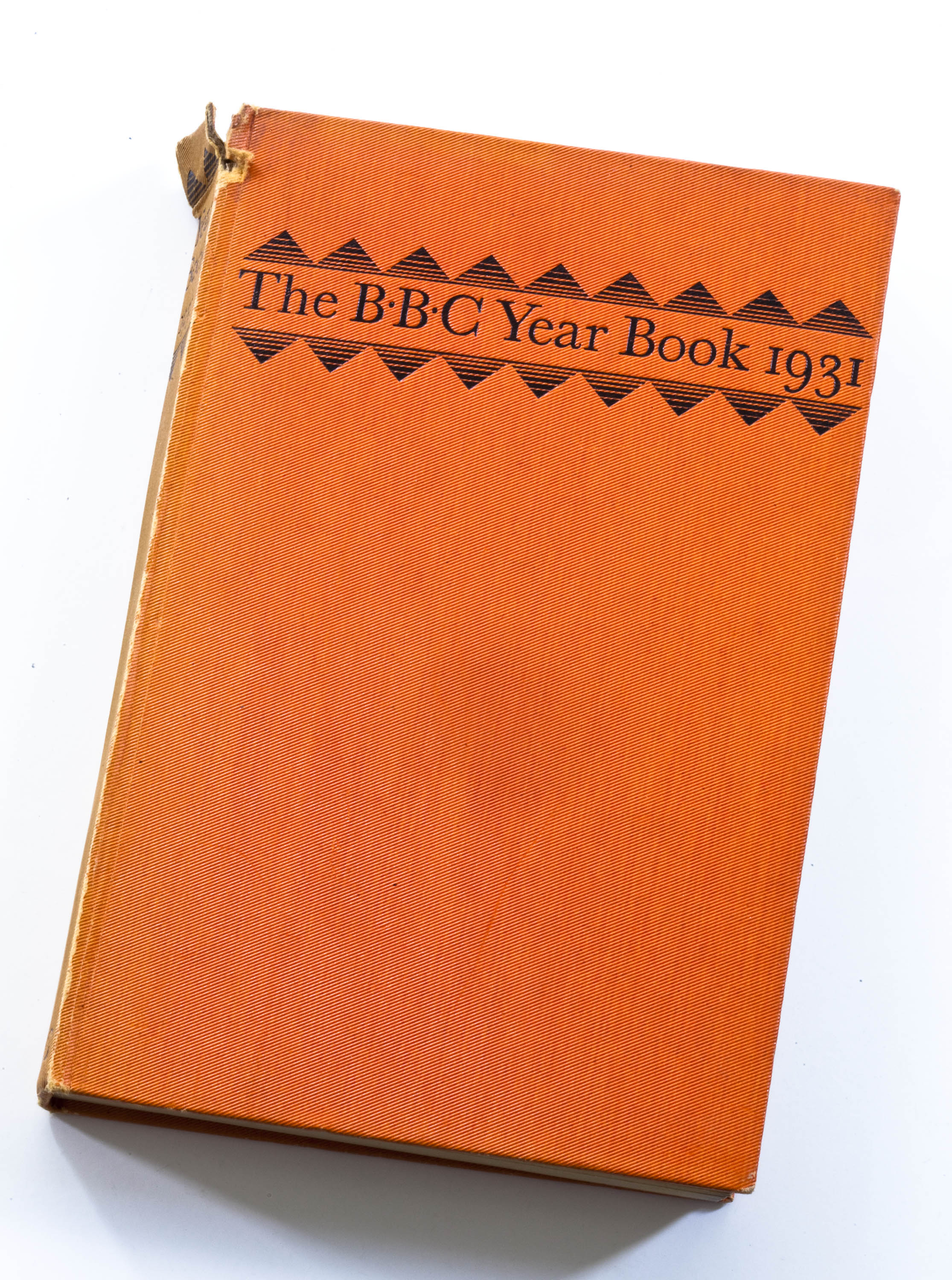
1931年年鉴

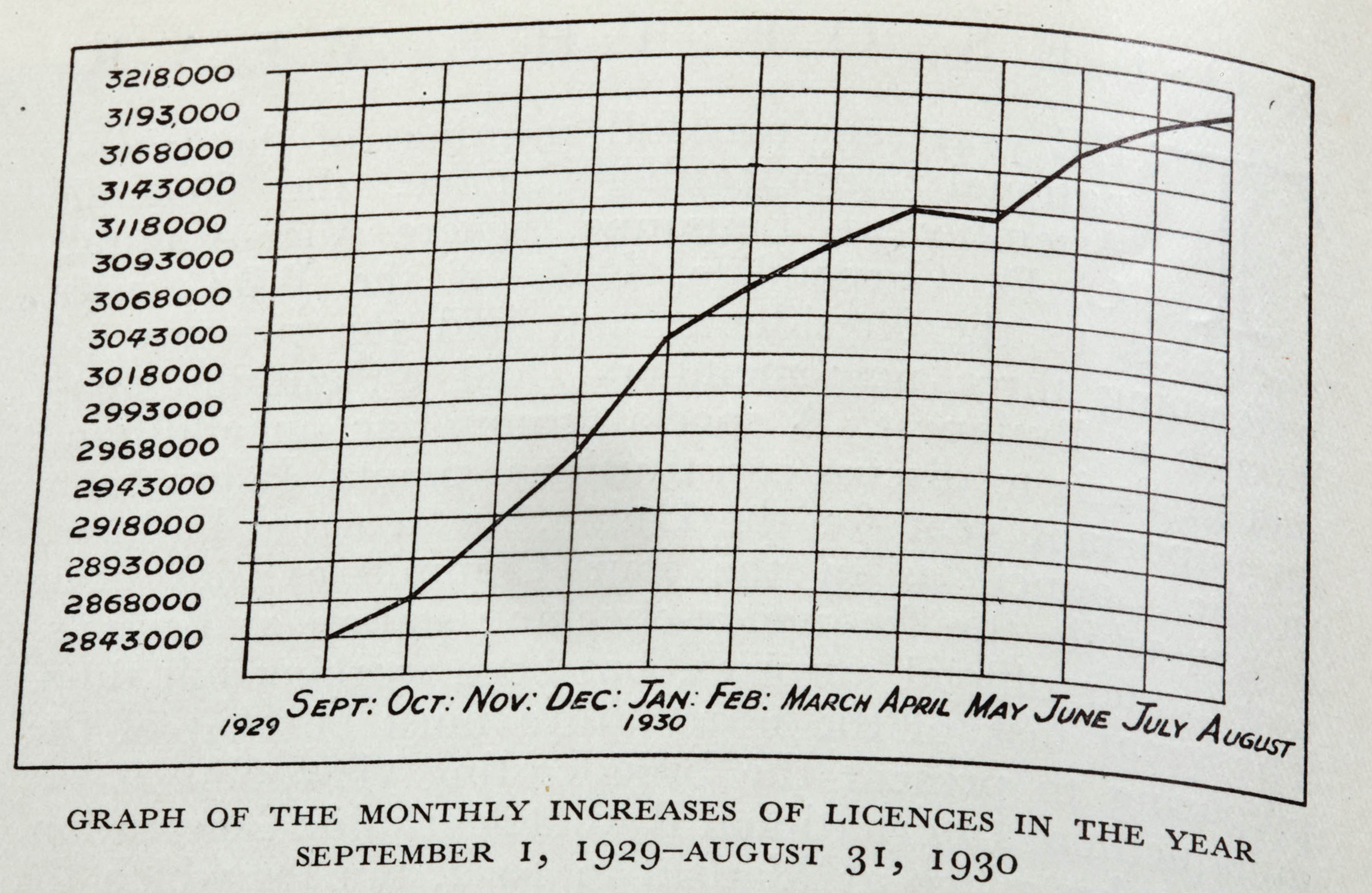
1929-1930年的经营状况

1922年，为避免过多无线电信号广播干扰通讯，负责颁发电台广播牌照的英國郵政總局提议，向一家由领先的无线电器材制造商组成的财团共同拥有的公司发放单一的广播许可证，10月18日，「英國廣播有限公司」（簡稱BBC）正式成立，股东包括马可尼（Marconi）、英國通用電氣公司（GEC）、英國湯姆森-休士頓（British Thomson-Houston）等，11月14日，BBC的第一个电台“2LO”以中波从伦敦牛津街的塞尔福里奇百货公司（Selfridges Department Store）的屋顶开始广播。次日，“5IT”从伯明翰开始了广播，“2ZY”从曼徹斯特也开始了广播。
1927年BBC获得皇家特许状（Royal Charter of Incorporation），由理事会负责公司运作。理事会成员由政府任命，每人任期4年，公司日常工作则由理事会任命的总裁负责。至此，英國廣播公司從民營企業改組為提供公共廣播的非營利機構，公司名稱改為現行的，沿用BBC這一縮寫。
1932年“BBC帝国服务”（BBC Empire Service）开播，这是BBC第一个對英國本土以外广播的电台频道。1938年BBC阿拉伯语电台开播，是BBC的第一个外语频道。二战结束时，BBC已经以英语、阿拉伯语、法语、德语、意大利语、葡萄牙语和西班牙语7种语言向全世界广播。至1965年，BBC的外語廣播服務正式更名為BBC國際頻道（BBC World Service；又譯為BBC全球服務），使用至今。
1932年开始苏格兰工程师约翰·罗吉·贝尔德和BBC合作尝试进行电视播送。1936年11月2日BBC开始了全球首個电视播送服务。电视广播在二战中曾经中断，1946年重新开播。1953年6月2日BBC现场直播伊丽莎白二世在西敏寺的登基大典，全英国约有2,000万人直接目睹了女王登基的现场实况。
由于受到地下电台的挑战，1967年9月30日BBC开始了BBC Radio 1电台服务，以流行音乐为主。1983年BBC又第一个开播了早餐时间广播服务《BBC早餐》，抢在了竞争对手的前头。
1991年BBC正式开始BBC全球新闻服务电视频道，后在1995年1月更名为BBC World。不同於BBC全球电台服务，BBC全球新闻服务是一家商业电视台，透过广告營利，也即该频道不能在英國本土播出。
1998年8月BBC的國內頻道也開始採用衛星播送；一個意想不到的結果是，歐洲觀衆只要使用英國製造的衛星解碼器就可以收看BBC1和BBC2。

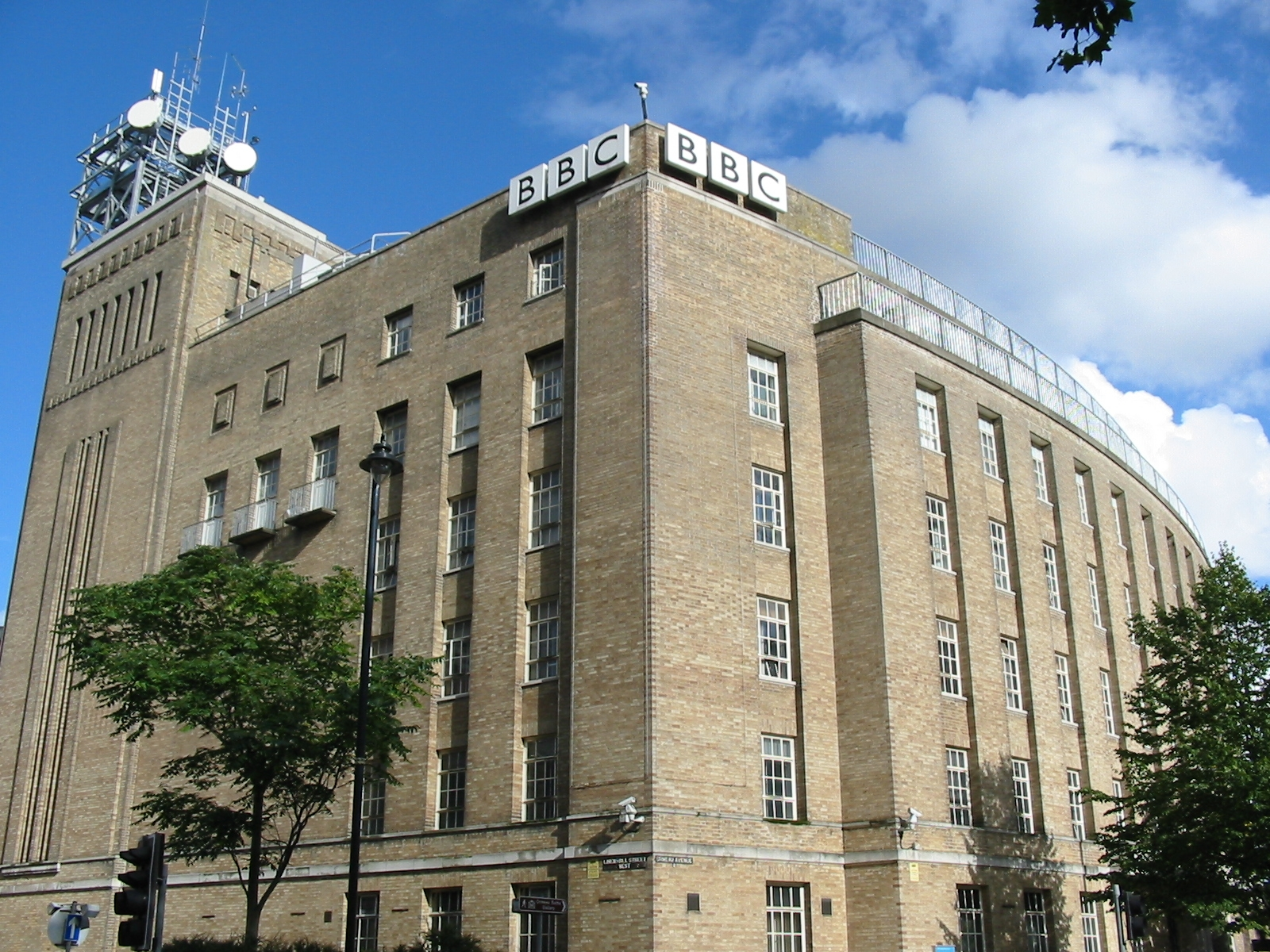
BBC北愛爾蘭

2012年11月11日，英國廣播公司原行政總裁喬治·恩特威斯爾，因為受到報道一宗性侵犯兒童報道時，錯誤暗示與一名資深保守黨員有關醜聞影響，而宣佈引咎辭職，由托尼·赫爾安排接任行政總裁一職，成為2012年9月17日上任時最短命總裁。2021年2月12日，中国国家广播电视总局表示不允许BBC世界新闻台继续在中国境内落地。

### 皇家特許狀檢討工作
BBC的皇家特許狀在2006年期滿。
2005年3月2日，時任英國文化大臣蔣黛思發表了一本關於BBC長遠發展的綠皮書。綠皮書的要點是:
- 牌費系統維持至2016年
- 以BBC基金會代替BBC董事局
- 增加節目製作外判
- 減小對收視的重視和複製節目概念目

## 经费来源
1904年的无线电法案规定，任何人如要播送或接收广播节目，必须从邮政局取得执照。在BBC建立后，用户的接收费成为BBC的主要经费来源。1971年，家庭广播接收执照被取消，但是个人若要收看电视节目还是必须付费取得执照。
今天英国的每个家庭或企业都必须购买一年期的电视执照（老人及少数低收入人群的费用則由英国数字化、文化、媒体和体育部承担），以确保BBC有足够的资金 “教育、發佈通告和娱乐”大众。费用由政府厘定。由于这种特殊的经费来源，BBC沒有商业广告；理论上，节目制作人不受任何商业利益驱使，但事实上还是要面对各种压力，例如在政治上，政府可以改变接收执照费来施压；同时他们还必须面对来自其它商业电视台的竞争。牌照費在2022年BBC的53億英鎊總收入當中佔71%，其餘部來自於撥款、版稅和租金收入等商業及其他活動收益。BBC還從政府獲得每年超過9000萬英鎊，資助主要服務非英國受眾的BBC國際部。
BBC2003年的收入包括：
- 执照费收入，26.59亿英镑；
- BBC商业控股公司，1.47亿英镑；
- BBC全球服务，2.237亿英镑，其中政府拨款2.01亿英镑，用户订购费1610万英镑，其他收入660万英镑。

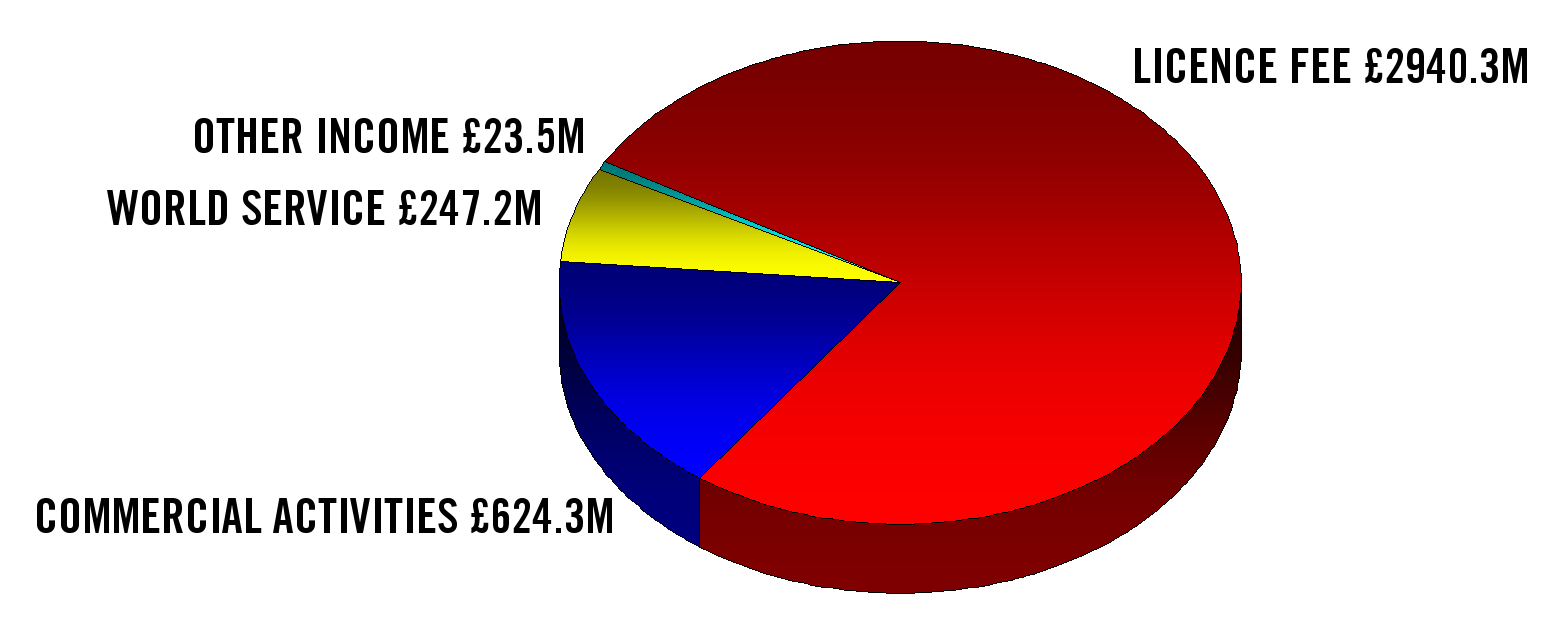
BBC在2004年的收入分布

## BBC服务

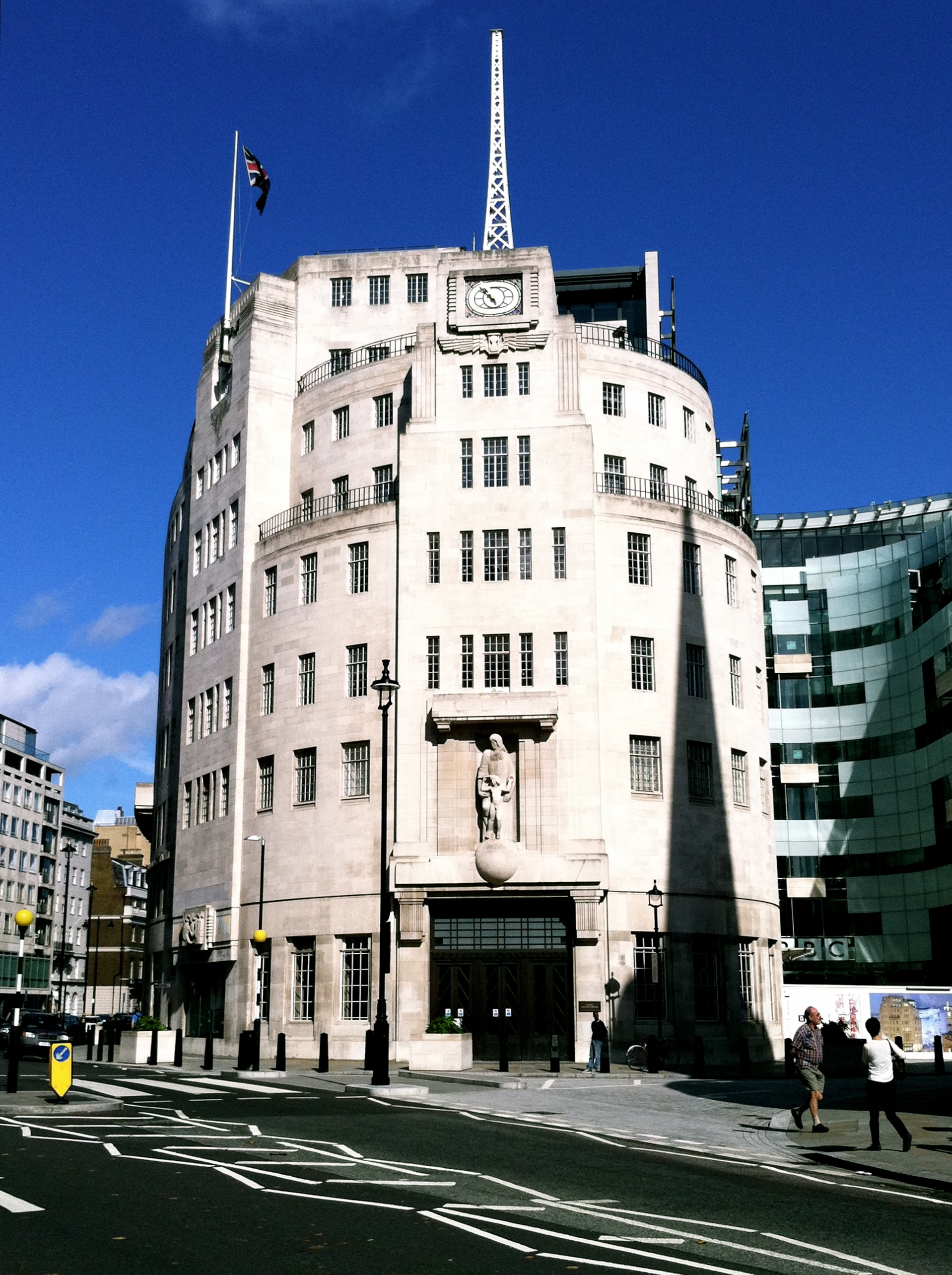
BBC廣播大樓

### 电台
BBC最早成立的宗旨是为英国大众提供高品質的电台广播服务。今天，电台节目依然是BBC产品重要的一部分。
BBC最早的两个电台是国内服务（Home Service）和全球服务（World Service），后来又提供软性节目（Light Programme）。1967年现代音乐频道，BBC Radio 1开播，从那时起BBC开始采用目前的命名方式：BBC Radio 2播送轻音乐、乡村音乐、爵士乐和娱乐节目，BBC Radio 4则是之前的国内服务。1990年8月27日，BBC Radio 5开播，后又更名为BBC Radio 5 Live（BBC Radio 5直播）。
今天BBC拥有10个电台频道，面对不同的听众。针对不同的地区，BBC也有不同的节目选择。BBC全球服务则对全球广播，此外BBC的一些短波频道也可以在英国以外地区收听到。这些频道大多以新闻为主，一部分经费来自英国外交部。现在BBC一部分的电台节目都可以从互联网上免费下载。

### 电视

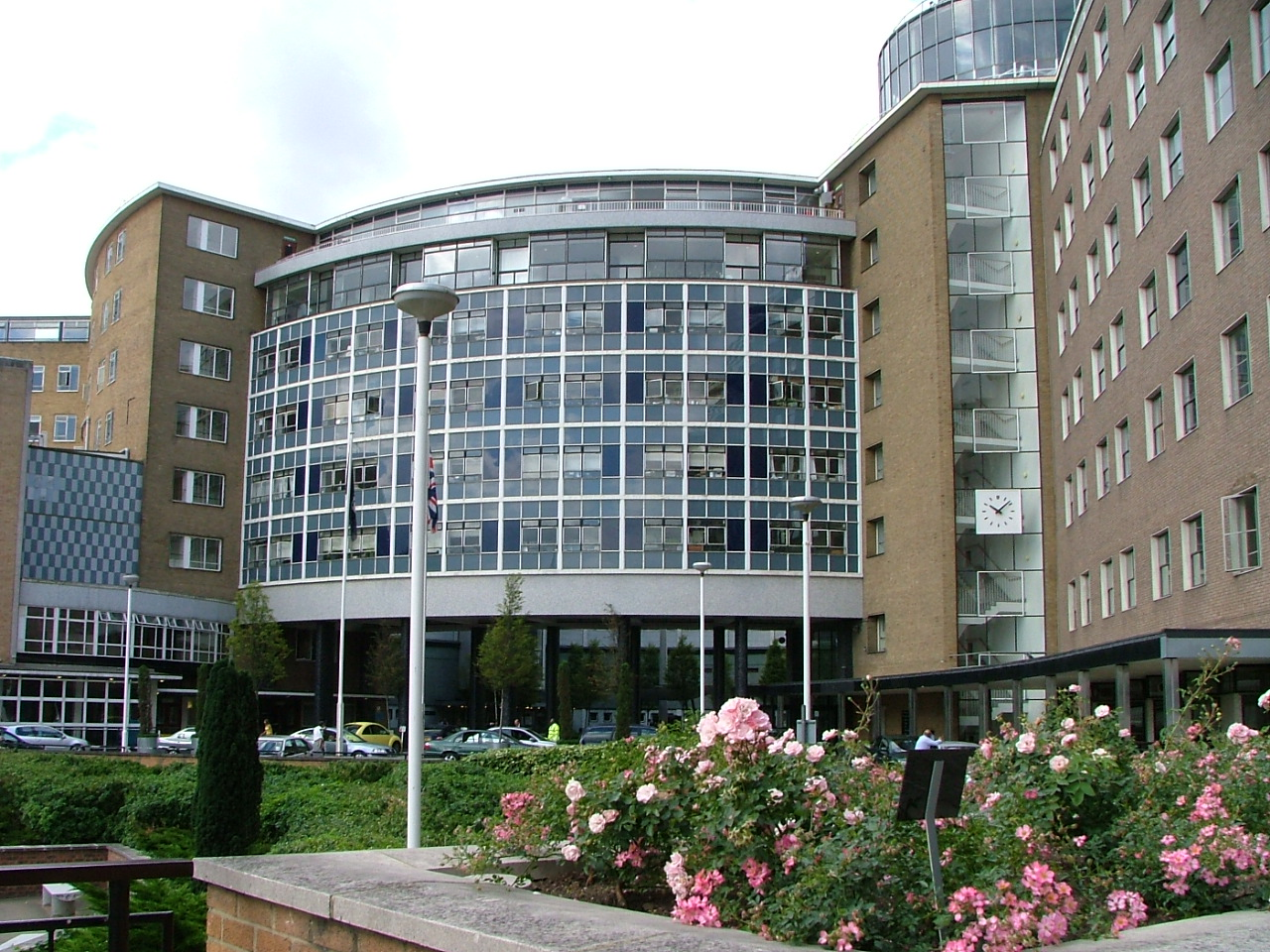
BBC電視中心

英国广播公司在国内和国际上经营几个电视频道。其中，BBC第一台和BBC第二台为旗舰电视频道，相比之下BBC第一台节目更加大众化，是英国收视率最高的电视频道。BBC第三台为青年频道，曾一度轉型為網絡電視。BBC第四台为文化和纪录片频道。此外，还拥有全天候新闻频道BBC新聞台、转播英国国会实况的BBC國會台，以及两个儿童频道（CBeebies、CBBC）。
1991年10月，BBC开始以“BBC World Service Television”的名称向亚洲及中东播出电视节目。1992年12月这个频道的覆盖范围扩展到非洲。1995年1月，BBC World Service Television进行重组，并进一步覆盖了欧洲地区。2001年，BBC World完成全球覆盖。BBC World提供高品质的新闻节目，同时经常播放一些在英国国内广受好评的纪录片等。

BBC Worldwide是BBC音像、书籍等产品的国际销售商，向世界各国销售商或是直接出售BBC各种商品，或是同相关国家就BBC音像、书籍等制品的使用版权进行交易。
2009年1月14日，BBC开播波斯语电视频道，收视范围包括伊朗、阿富汗和塔吉克斯坦等地。但BBC波斯语电视频道被禁止在伊朗开展业务（伊朗法律禁止个人收看卫星电视，而该国情报部长更称BBC波斯语频道会“威胁伊朗国家安全”）。2006年1月，伊朗政府全面封锁BBC波斯语网站，数月后对BBC波斯语广播也进行了干扰。BBC及英国外交部均提出强烈抗议，要求伊朗政府立即恢复该网站的入网许可，保证伊朗公民可以自由訪問BBC公司波斯语網站，但这一情况一直没有得到任何改变。对于英国政府和BBC的指责与呼吁，伊朗官方一直拒绝发表任何评论。

### 音樂
BBC轄下設有BBC交響樂團、BBC蘇格蘭交響樂團與BBC威爾斯國家管弦樂團等編制齊全的管弦樂團，此外還有數支樂團與合唱團。自1927年起年年舉辦的「逍遥音乐会」亦由BBC負責總籌。

### 在线服务
BBC在線（原名「BBCi」）提供BBC的所有网络服务，包括数字电视和互联网接入。BBC的许多新闻和节目存档都可以在该网站上被找到，以供用户自由下载、收看或收听。
最近几年一些网络公司抱怨BBC把太多的钱花在BBC的网络服务上，提供了大量免费、无广告的媒体资源，令其他网站无法与其竞争。他们要求应该限制BBC在网站上的花费，以迫使他们通过广告或减少内容的形式在更公平的起点上与其他网站竞争。
在数字电视方面，用户可通过BBC紅鍵电视功能参与节目互动，比如在FIFA世界杯和橄榄球六国锦标赛转播中随时查看赛事集锦并拓展视听体验，以及在2010年南非世界杯中启用著名喜剧演员史蒂芬·弗莱领衔的搞笑解说供观众选择等等。維珍電視用户更可随时点播过去一周内播出的大部分节目。其图文电视服务CEEFAX则于2012年关闭停运。

## 頻道列表

### 電視頻道
对内频道
- BBC第一台（BBC One），亦以高畫質廣播
- BBC第二台（BBC Two），亦以高畫質廣播
- BBC第三台（BBC Three），原名BBC選擇頻道（BBC Choice），亦以高畫質廣播；曾於2016年初至2022年轉型為網絡電視
- BBC第四台（BBC Four），原名BBC知識頻道（BBC Knowledge），亦以高畫質廣播
- BBC新聞台（BBC News），亦以高清廣播
- BBC國會台（BBC Parliament）
- CBBC，6歲至12歲的兒童節目頻道，亦以高畫質廣播
- CBeebies，6歲以下的幼兒節目頻道，亦以高畫質廣播

对外频道
- BBC娛樂頻道（BBC Entertainment）（前BBC尊貴頻道 (BBC Prime)）（以色列、欧洲地區）
- BBC美國頻道（BBC America）
- BBC加拿大頻道（BBC Canada）
- BBC食物頻道（BBC Food，南非與北歐）
- Cbeebies（全球各地）
- BBC世界新闻頻道（BBC World News，全球各地）
- BBC高畫質台國際版（BBC HD）
- BBC自然知性台（BBC Earth）
- BBC生活风格（BBC Lifestyle）
- BBC知识频道（BBC Knowledge）

### 電台頻道
英國
- BBC Radio 1（主要對象為年輕人，当代流行音乐）
  - BBC 1Xtra
- BBC Radio 2（對象為成人，轻音乐与喜剧）
- BBC Radio 3（內容較為學術性，另有爵士乐、古典音乐和非西方的音乐）
- BBC Radio 4（非音乐娱乐节目、新闻、记实节目）
- BBC Radio 5 Live（新闻、体育综合与评论）
  - BBC Radio 5 Live Sports Extra（体育电台）
- BBC 6 Music
- BBC Radio 7（演说、喜剧和戏剧）（已改為BBC Radio 4 Extra）
- BBC亚洲网（以英语和其他多种语言广播，對象為國內南亞人士）
- BBC Local Radio
  - BBC Radio Scotland（FM 92.8-94.7，僅在苏格兰播出）
  - BBC Radio nan Gàidheal（FM 103.5-105，僅在苏格兰并使用苏格兰盖尔语播出）
  - BBC Radio Wales（僅在威尔士播出）
  - BBC Radio Cymru（FM 92.4-96.8, 103.5-104.9，僅在威尔士并使用威尔士语播出）
  - BBC Radio Ulster（FM 92-95，僅在北爱尔兰播出）
  - BBC Radio Foyle（FM 93.1，僅在福伊爾播出）

全球
- BBC全球服务（BBC World Service）通过短波和卫星等方式，面向全球的24小时英语广播。

## 争议及批评
- 前BBC節目主持人吉米·薩維爾身故後，被揭發曾性侵多名未成年女性，受害者人數高達200人。而BBC於2012年10月22日播出的調查訪問節目顯示，BBC高層可能知道事件，並且隱瞞此醜聞[11][12][13]。

## 外部連結
- BBC （页面存档备份，存于）（英文）
- BBC 中文网 （页面存档备份，存于）（简体中文）
- BBC 中文网 （页面存档备份，存于）（繁體中文）
- BBC 中文网的Facebook專頁
- BBC 中文网的X（前Twitter）